# Teardrop Park

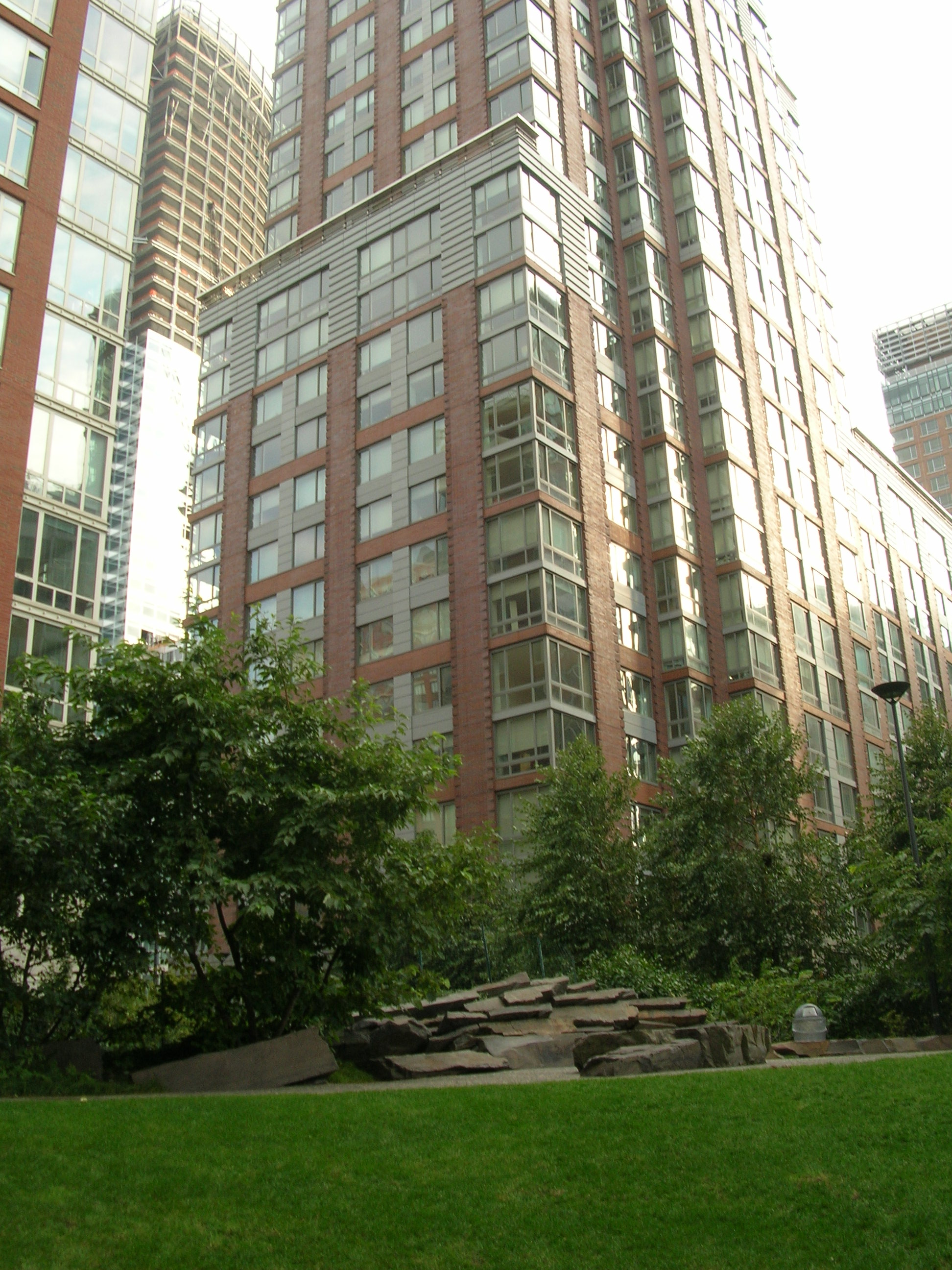
Teardrop Park

Teardrop Park je veřejný park v centru města Manhattan v Battery Park City, v blízkosti pozemku World Trade Center. Byl navržen společností Michael Van Valkenburgh Associates, New York City,společností, která se zabývá krajinářskou architekturou. Park obsahuje umělecká díla navržená Ann Hamiltonovou.
Parku se nachází mezi bytových domů směrem k severním konci Battery Park City, na rohu Warren Street a River Terrace.

## Design
Založení Teardrop park bylo součástí výstavby parku Battery Park City na jihozápadním okraji ostrova Manhattan, který byl vytvořen v roce 1970 vršením skládek v Hudson River. Před zahájením výstavby byla plocha prázdná a rovná. Park byl navržen tak, aby jeho východní a západní okraje ohraničovaly čtyři vysoké obytné domy, které by jej dokreslily. Ačkoli Teardrop Park je veřejný parkem New York City, park spadá po správu Battery Park City Authority, a údržba je pod dohledem Park City Park Conservanc 

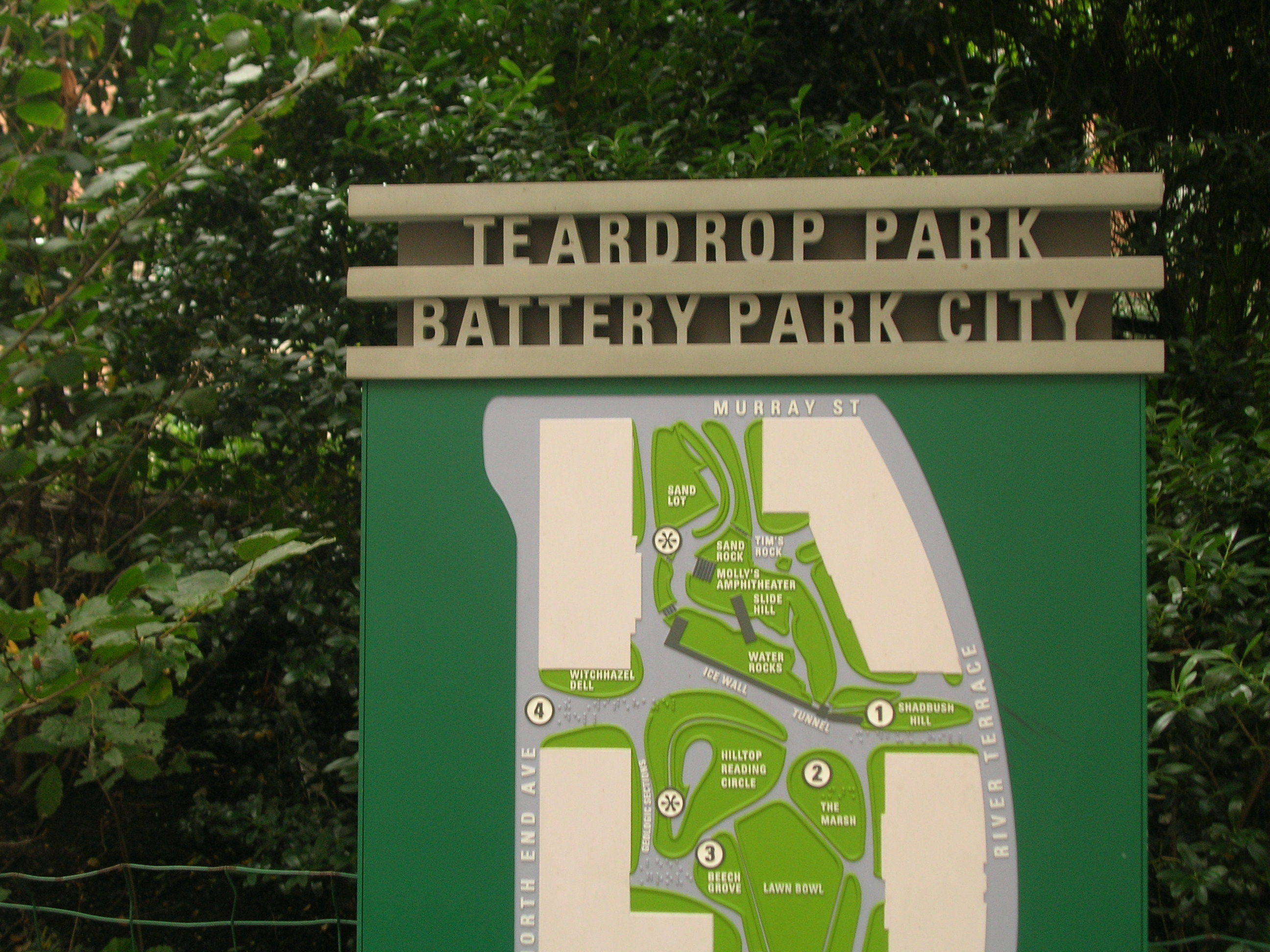

Park byl otevřen 30. září 2004 a je jedním z několika v Battery Park City. Nachází se v blízkosti Rockefellerova Parku, který je populárním dětským hřištěm se standardním vybavením. Teardrop Park byl navržen ve spolupráci s herními odborníků z Natural Learning Initiative  doplňují, a nikoliv kopírovat stávající hřiště. Herní prvky jsou začleněny do parku tak, aby umožnily městským dětem pracovat s přírodními materiály, jako je voda, rostliny, skály a písek.
Stinnější jižní polovina plochy je hřiště s dlouhou skluzavkou, dvě pískovišti, menšími plochami a vodním hřištěm. Severní polovina parku je herní prostor představovaný širokým trávníkem, který je vytvořen tak, aby zde bylo co nejvíce jižního slunce, lavičky, cesta přes malý mokřad určený k hrám, a další oblasti vytvořené nakupením skal. Jde o instalace vytvořené umělcem Ann Hamilton. 

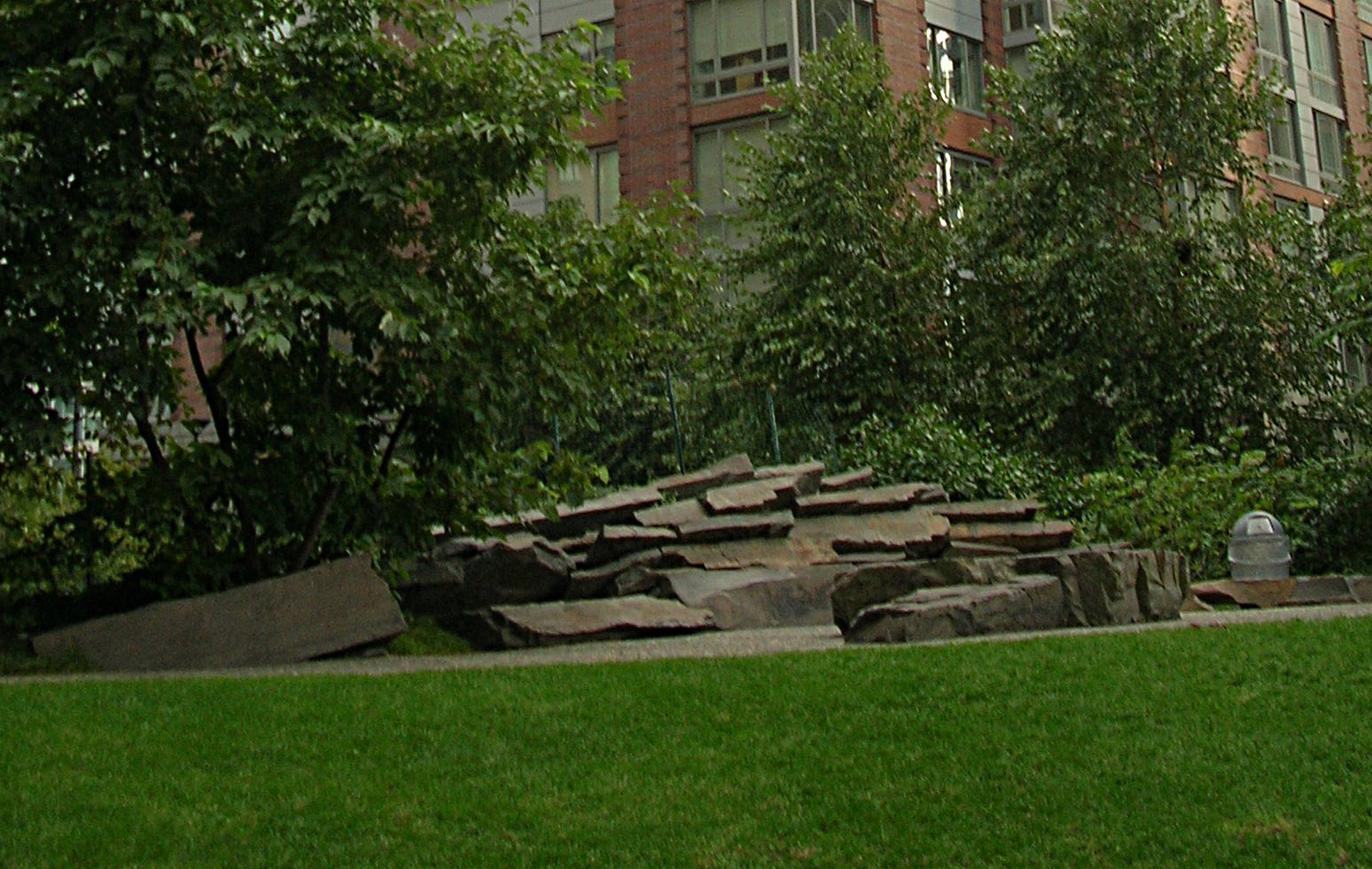
Výřez z fotografie parku ukazující úpravu horniny
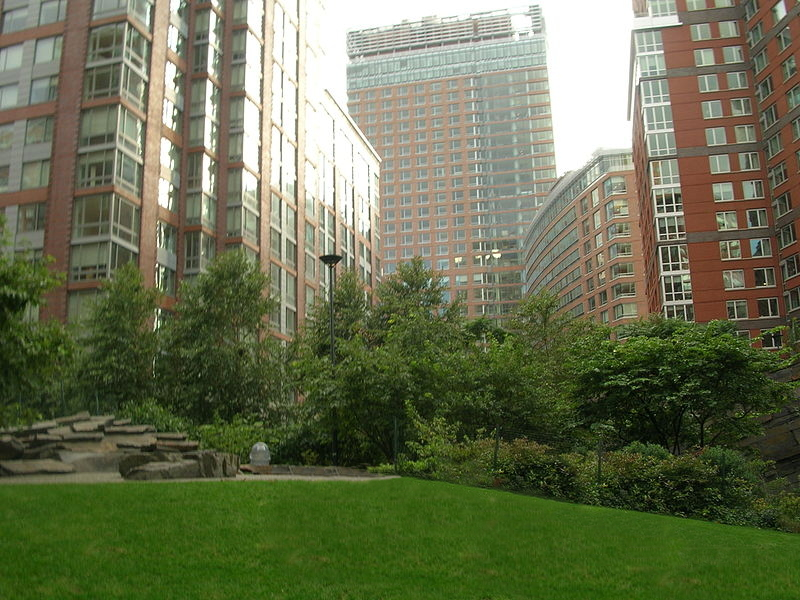
Teardrop Park, pohled na kompozici dřevin a uspořádání horniny v úpravě

Rozdělení těchto dvou oblastí je provedeno velkou skalní stěnou. Skály jsou upraveny tak, aby se podobaly přírodním vrstveným usazeninám a obsahovaly zdroj vody, tak, aby se tvořily v zimě rampouchy. Krátký tunel spojuje dvě oblasti, a je zamýšlen jako pocta Frederick Law Olmstedovi. Cesty protínají místo tak, aby poskytovaly výhled do parku i mimo něj, stejně jako cesty v parku Central Park.
Park byl navržen v souladu s pokyny Battery Park City . Udržitelné iniciativy zahrnují opakované použití šedé vody získané z okolních budov k zavlažování v parku, stejně jako výběr z udržitelných stavebních materiálů při výstavbě. Výsadba Teardrop park je navržena tak, aby se rostlinám dařilo na relativně stinném místě a poskytly útočiště místním a stěhovavým ptákům. Půdy parku je navržena tak, aby podporovala vývoj rostlin bez použití chemických hnojiv a pesticidů.
Výstavba byla zahájena v roce 2008. Úprava nedaleko parku Teardrop bude rozšířením tahoto parku a bude pokračovat některými z témat původního parku. Nová část parku bude řešit jeho silně zastíněné mikroklima zavedením tří solárních zrcadel s průměrem 2.4 metrů (8 ft), která odrážejí slunce z vrcholu rezidenčního bytového domu v Battery Park City. Zrcadla byly navrženy společností Carpenter Norris Consulting. 